# Tombe 11 d'Amarna
La tombe 11 d'Amarna est une ancienne sépulture situé à Amarna, en Égypte. Elle a été utilisée pour l'inhumation de Ramosé, dont les titres comprenaient : « Scribe royal », « Commandant des troupes du Seigneur des Deux Terres », « Intendant de Nébmaâtrê (Amenhotep III) ».
On ignore s'il s'agissait de la même personne que le vizir Ramosé dont la tombe thébaine est TT55, mais cela semble peu probable car ils ont des titres différents et les noms de leurs épouses ne concordent pas.
La tombe est petite et le corps principal n'est pas décoré. La porte d'entrée montre Ramosé récompensé par le pharaon Akhenaton, ainsi que des scènes montrant Néfertiti et Mérytaton. Dans le sanctuaire, une double statue représentant Ramosé et sa sœur Nebetiounet a été taillée dans la roche, puis plâtrée.